# Wrightsville (Georgia)
Wrightsville – miasto w Stanach Zjednoczonych, w stanie Georgia, w hrabstwie Johnson.